# Urechești (gmina w okręgu Bacău)
Urechești – gmina w Rumunii, w okręgu Bacău. Obejmuje miejscowości Cornățel, Lunca Dochiei, Satu Nou, Slobozia i Urechești. W 2011 roku liczyła 3344 mieszkańców.